# 1992 a sportban
1992 a sportban az 1992-es év fontosabb sporteseményeit tartalmazza az alábbiak szerint:

## Események

### Határozott dátumú események
- március 8. – A Magyar Aerobik Szövetség (MAESZ) megrendezi az I. Aerobik Országos Bajnokságot.[1]
- július 25. – augusztus 9. – Nyári olimpiai játékok – Barcelona, Spanyolország

### Határozatlan dátumú események
- A magyar labdarúgókupa Békéscsabán rendezett döntőjében az Újpest a hosszabbításban elért találattal 1–0-ra győz a Vác csapata ellen.
- Egerszegi Krisztina úszó háromszoros olimpiai bajnok (100 és 200 m hát, 400 m vegyes), Európa legjobb női sportolója és a világ második legjobb női sportolója
- A brit Nigel Mansell nyeri a Formula–1-es világbajnokságot a Williams–Renault csapattal.
- Kovács „Atom” Anti 95 kg-ban elnyeri az aranyérmet, így ő Magyarország első és eddig egyetlen olimpiai aranyérmes cselgáncsozója.
- A 30. nyílt és a 15. női sakkolimpia – Manila, Fülöp-szigetek

## Születések
- január 1.

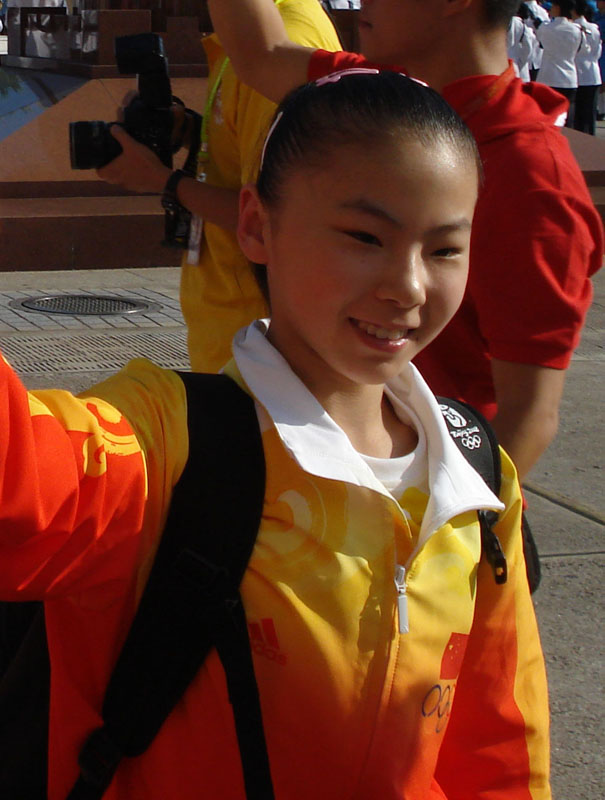
Ho Ko-hszin

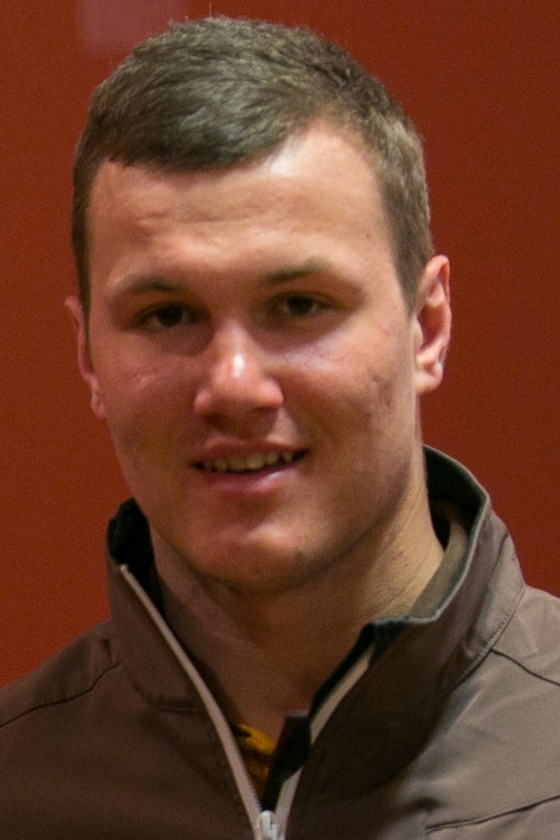
Kristaps Zvejnieks

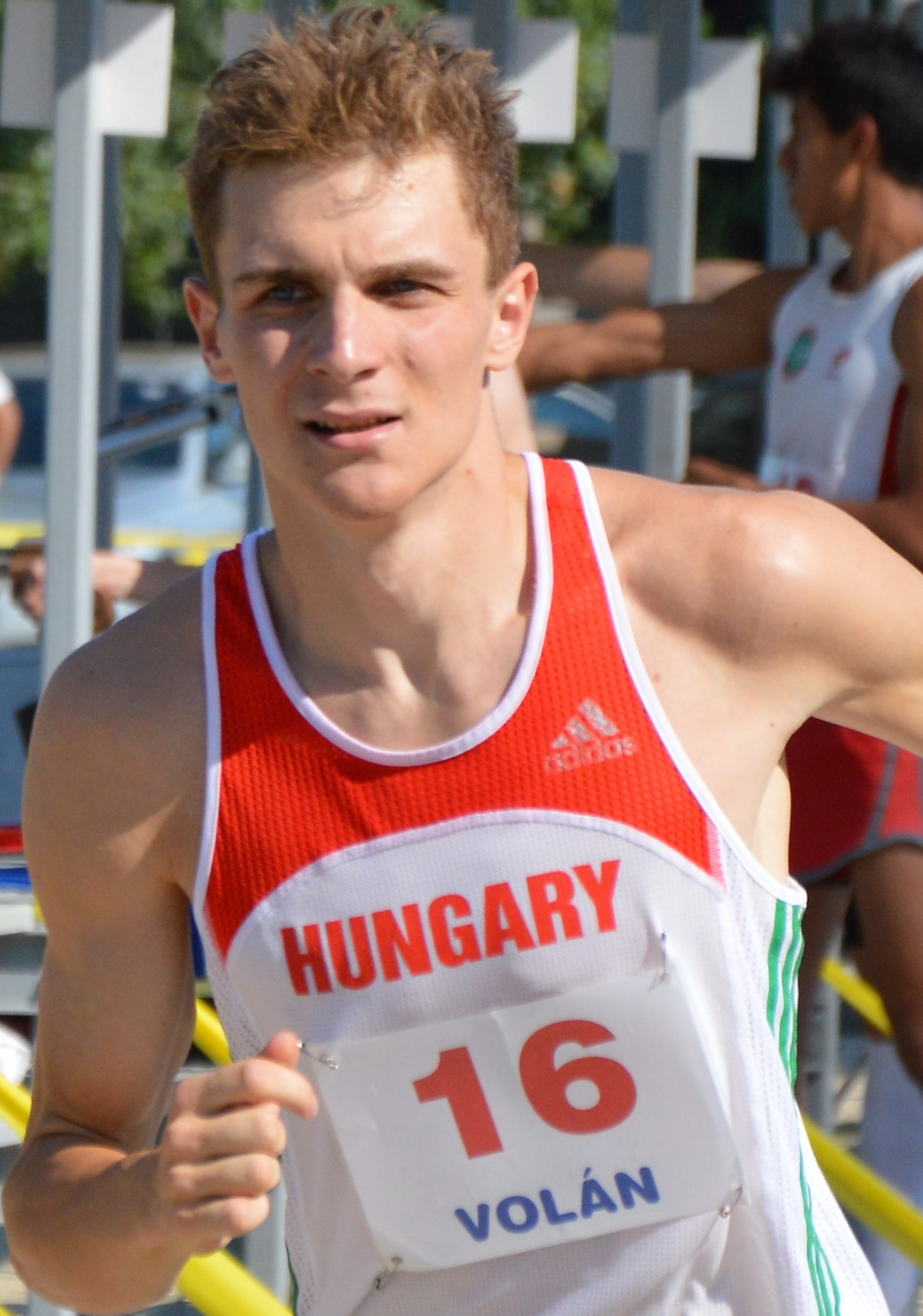
Harangozó Bence

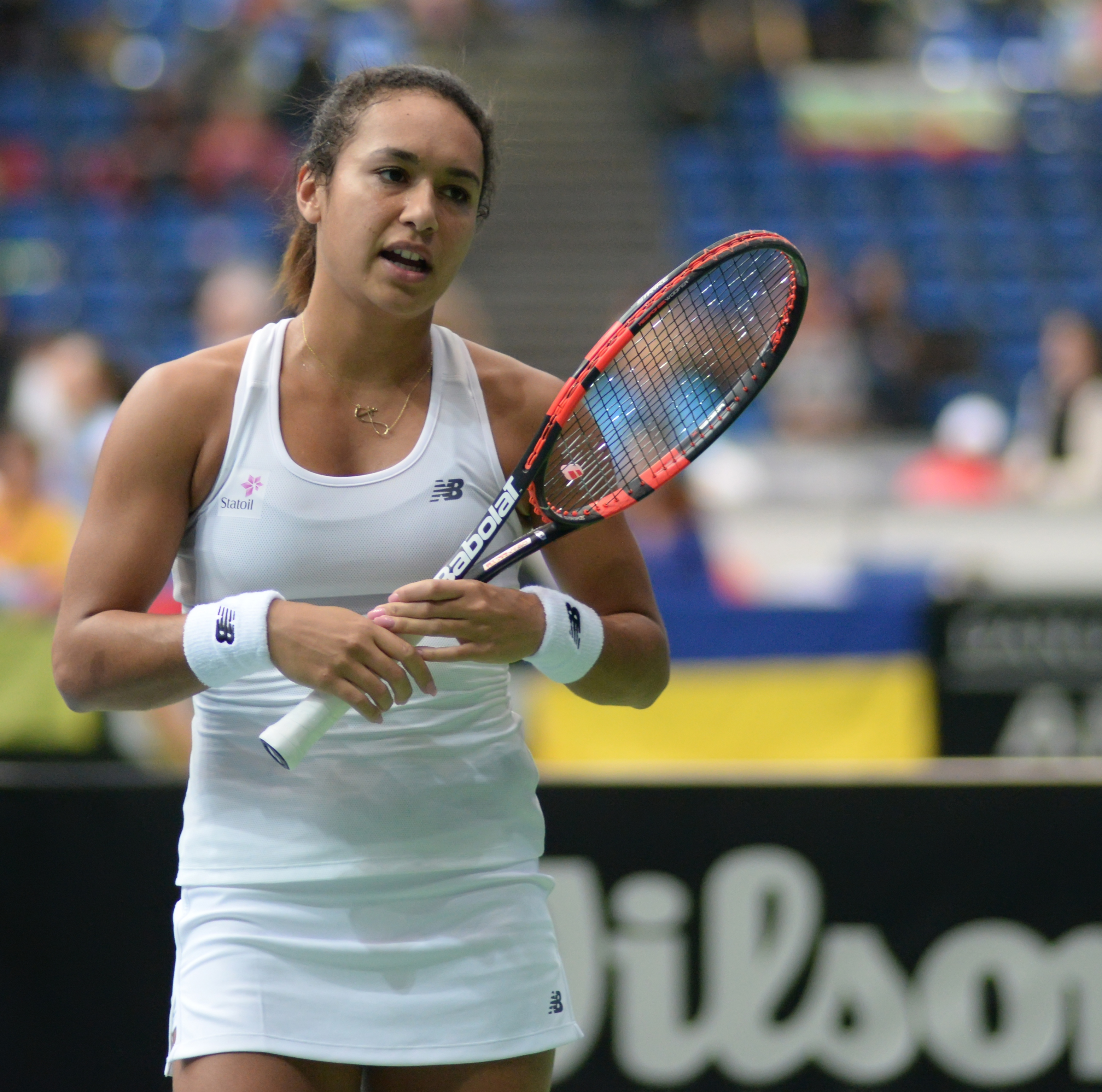
Heather Watson

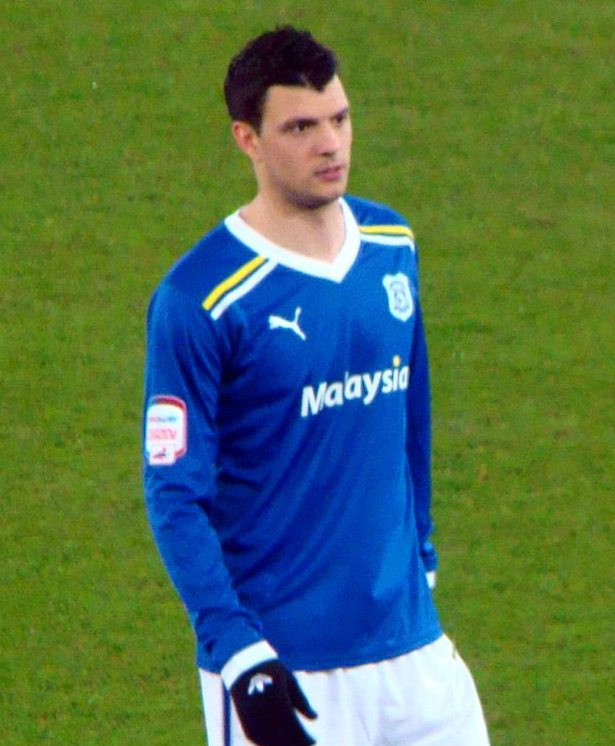
Haris Vučkić

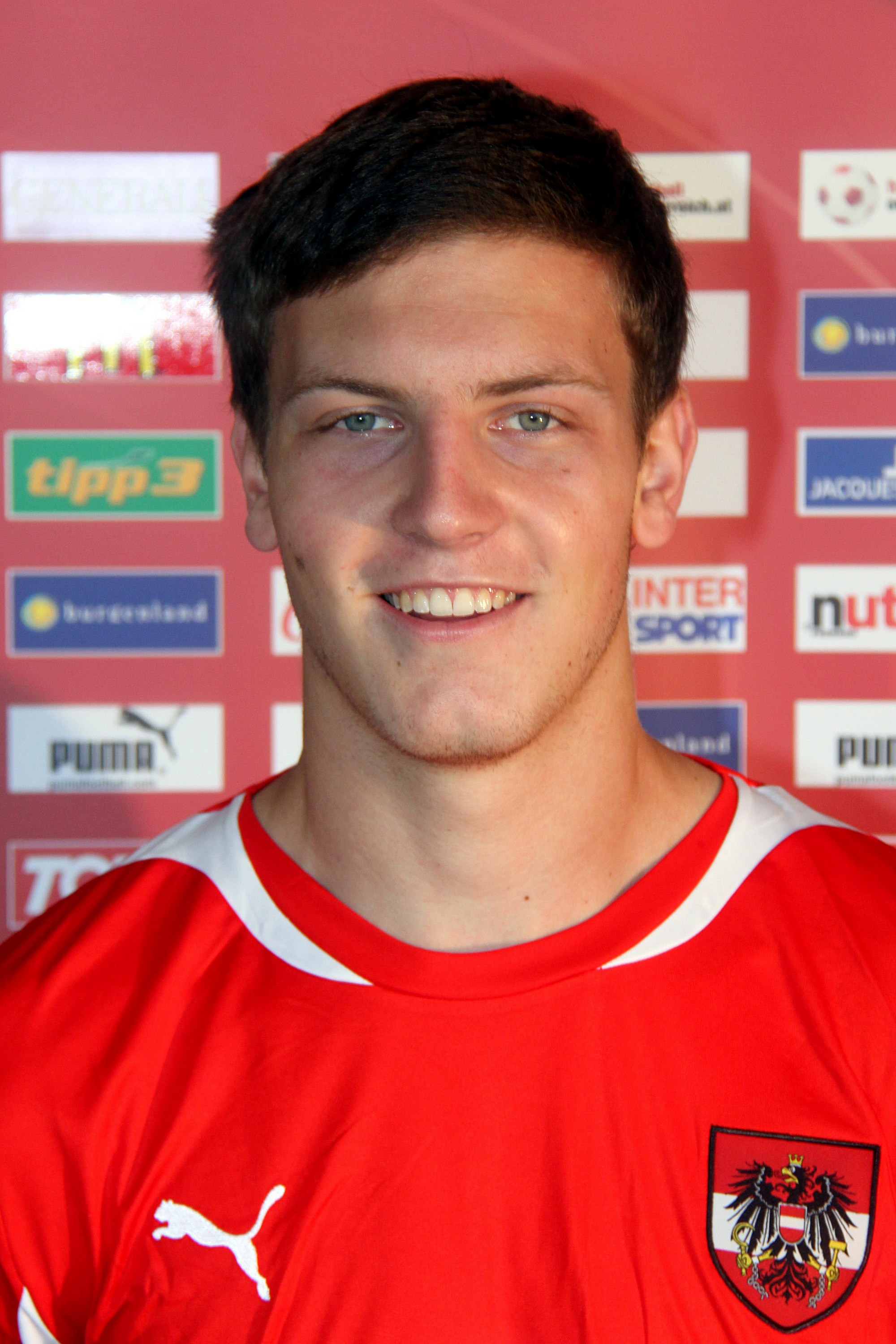
Kevin Wimmer

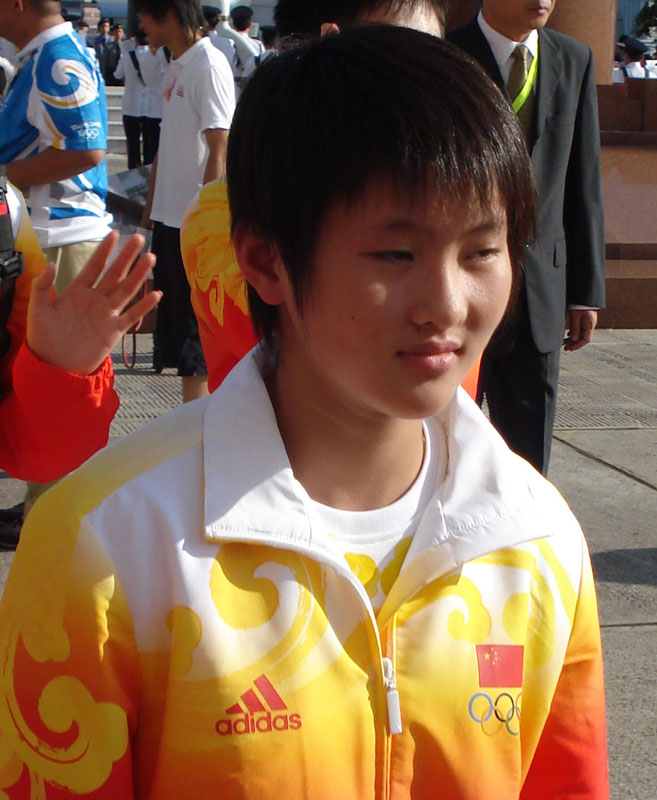
Csen Zso-lin

  - Shane Duffy, ír válogatott labdarúgó
  - Ho Ko-hszin, kínai tornász
- január 5. – Tóth Tamás, paralimpiai bajnok, Európa-bajnok és Európa-csúcstartó úszó
- január 7.
  - Erik Gudbranson, U20-as világbajnoki ezüstérmes kanadai válogatott jégkorongozó
  - Edgaras Ulanovas, litván kosárlabdázó
- január 8. – Patrik Carlgren, svéd válogatott labdarúgó
- január 9. – Jack Campbell, világbajnoki bronzérmes amerikai jégkorongozó
- január 10. – Šime Vrsaljko,  világbajnoki ezüstérmes, Európa-liga-győztes horvát válogatott labdarúgó
- január 11. – Filip Bradarić, világbajnoki ezüstérmes horvát válogatott labdarúgó
- január 13. – Prohászka Péter, sakkozó, nemzetközi nagymester
- január 14. – Vang Csiang, kínai hivatásos teniszezőnő
- január 16. – Matt Doherty, ír válogatott labdarúgó
- január 17. – Szűcs Balázs, magyar kosárlabdázó
- január 18. – Akaki Gogia, német labdarúgó
- január 21. – Sebastien Ibeagha, amerikai korosztályos válogatott labdarúgó
- január 22.
  - Ambrusics Róbert, magyar labdarúgó
  - Justina Renay Di Stacio, pánamerikai bajnok és világbajnoki bronzérmes kanadai női szabadfogású birkózó
  - Benjamin Jeannot, francia labdarúgó
  - Tuvshintulga Tumenbileg, világbajnoki és Ázsia-bajnoki bronzérmes mongol szabadfogású birkózó
  - Kristoffer Løkberg, norvég labdarúgó
- január 24. – Reinhold Ranftl, osztrák válogatott labdarúgó
- január 25.
  - Galbadrah Otgonceceg, mongóliai születésű, 2015 óta kazahsztáni színekben versenyző, olimpiai bronzérmes cselgáncsozó
  - Moritz Bauer, svájci születésű osztrák válogatott labdarúgó
- január 28. – Deák Nagy Marcell, magyar atléta
- január 30. – Omar Gábir, egyiptomi válogatott labdarúgó
- január 31.
  - Bouna Sarr, francia labdarúgó
  - Tyler Seguin, világbajnok, Spengler-kupa és Stanley-kupa-győztes kanadai jégkorongozó
- február 3. – Chloe Sutton, amerikai úszó, olimpikon
- február 4. – Zurab Iakobisvili, világbajnok grúz szabadfogású birkózó
- február 5.
  - Stefan de Vrij, holland válogatott labdarúgó
  - I Dehun, kétszeres világbajnok, olimpiai ezüst- és bronzérmes dél-koreai taekwondózó
  - Neymar, U20-as dél-amerikai bajnok, olimpiai bajnok, Copa América-, konföderációs kupa-, Copa Libertadores-, UEFA-bajnokok ligája- és FIFA-klubvilágbajnokság-győztes brazil válogatott labdarúgó
- február 8.
  - Bruno Martins Indi, holland válogatott labdarúgó
  - Lindsay Rose, francia születésű mauritiusi válogatott labdarúgó
- február 9. – Pierre-Yves Ngawa, belga labdarúgó
- február 12.
  - Arnaud Souquet, francia labdarúgó
  - Darko Brašanac, szerb válogatott labdarúgó
- február 15.
  - Böczögő Dorina, magyar tornász
  - Yohan Croizet, francia labdarúgó
  - Kristaps Zvejnieks lett alpesi síző
- február 16.
  - Mattias Johansson, svéd válogatott labdarúgó
  - Simen Rafn, norvég labdarúgó
- február 18. – Brandon Gormley, kanadai jégkorongozó
- február 19. – Oula Palve, finn válogatott jégkorongozó
- február 20. – Túróczy Örs, magyar jégkorongozó
- február 21. – Denis Klinar, szlovén labdarúgó
- február 22. – Navarone Foor, holland labdarúgó
- február 24. – Eric Arturo Medina, panamai úszó
- február 25. – Amidou Diop, szenegáli labdarúgó
- február 26.
  - Mikael Granlund, világbajnok finn jégkorongozó
  - Matz Sels, belga válogatott labdarúgó
- február 27.
  - Ty Dillon, amerikai NASCAR-verseyző
  - Artem Szergejevics Grigorjev, orosz műkorcsolyázó
  - Léo Lacroix, svájci válogatott labdarúgó
- február 28.
  - Vitālijs Jagodinskis, lett válogatott labdarúgó
  - Lucie Voňková, cseh válogatott női válogatott labdarúgó
- február 29. – Dzsavád el-Jámík, marokkói válogatott labdarúgó
- március 1. – Major Balázs, magyar vízilabdázó
- március 2. – Tomáš Petrášek, cseh válogatott labdarúgó
- március 3.
  - Timkó Norbert magyar, kosárlabdázó
  - Fernando Lucas Martins, brazil válogatott labdarúgó
- március 4.
  - Bernd Leno, német válogatott labdarúgó
  - Derek Forbort, amerikai jégkorongozó
  - Nemanja Mijušković, montenegrói válogatott labdarúgó
  - Víctor Ulloa, mexikói labdarúgó
- március 5. – Ruben Blommaert, belga műkorcsolyázó
  - Korpos Gergő, magyar, jégkorongozó
  - Pongó Martin, magyar kosárlabdázó
- március 6. – Issa Modibo Sidibé, nigeri válogatott labdarúgó
- március 7. – Íñigo Eguaras, spanyol labdarúgó
- március 10.
  - Ruben Gabrielsen, norvég válogatott labdarúgó
  - Michele Niggeler, világbajnoki bronzérmes svájci párbajtőrvívó
- március 11.
  - Carlos de Pena, uruguayi labdarúgó
  - Pablo Sarabia, U19-es és U21-es Európa-bajnok spanyol válogatott labdarúgó
- március 12. – Torgil Øwre Gjertsen, norvég labdarúgó
- március 14. – Szugita Ami, japán válogatott labdarúgó
- március 21.
  - Jordi Amat, spanyol labdarúgó
  - Karolína Plíšková, cseh hivatásos teniszezőnő
- március 23. – Zalina Csermenyivna Szidakova, világbajnoki ezüstérmes fehérorosz szabadfogású női birkózó
- március 24.
  - Thomas Delaine, francia labdarúgó
  - Martin Frýdek, cseh válogatott labdarúgó
- március 26.
  - Nagy Konrád, rövidpályás gyorskorcsolyázó
  - Stoffel Vandoorne, belga autóversenyző
- március 28.
  - Harangozó Bence, magyar öttusázó
  - Elena Bogdan, román teniszező
  - Sergi Gómez, spanyol labdarúgó
- március 29. – Angyal Dániel, magyar vízilabdázó
- március 30.
  - Frano Mlinar, horvát labdarúgó
  - César de la Hoz, spanyol labdarúgó
- április 1.
  - Gabriela Dabrowski, hivatásos kanadai teniszezőnő, olimpikon
  - Szuj Lu, kínai tornász
  - Clemens Unterweger, osztrák válogatott jégkorongozó
- április 2.
  - Marlone, brazil labdarúgó
  - Epp Mäe, világ- és Európa-bajnoki bronzérmes észt női szabadfogású birkózó
- április 3.
  - Julija Andrejevna Jefimova, olimpiai ezüst- és bronzérmes, ötszörös világ- és háromszoros Európa-bajnok orosz úszónő
  - Michał Chrapek, lengyel korosztályos válogatott labdarúgó
- április 6. – Julie Ertz, CONCACAF-aranykupa, U20-as és felnőtt világbajnok amerikai női válogatott labdarúgó
- április 9. – Jelena Anatoljevna Lasmanova, olimpiai és világbajnok orosz távgyalogló
- április 11.
  - Gondos Flóra, magyar műugró
  - Somorácz Tamás, magyar kajakozó
- április 13.
  - Bernek Péter, magyar úszó
  - Lukas Zemaitis, litván kosárlabdázó
- április 14. – Dejan Trajkovski, szlovén válogatott labdarúgóhátvéd
- április 15.
  - Antonín Fantiš, cseh labdarúgó
  - John Guidetti, U21-es Európa-bajnok svéd válogatott labdarúgó
- április 16. – Nyikita Jurjevics Glazkov, Európa-bajnok, világbajnoki bronzérmes orosz párbajtőrvívó
- április 17. – Jasper Stuyven, belga országútikerékpár-versenyző
- április 19. – Nick Pope, angol labdarúgókapus
- április 20.
  - Eldəniz Əzizli, világ- és Európa-bajnok azeri kötöttfogású birkózó
  - Colton Jobke, német jégkorongozó
  - Dylan McIlrath, kanadai jégkorongozó
  - Kvak Tonghan világbajnok és olimpiai bronzérmes dél-koreai cselgáncsozó
- április 21.
  - Jeremy Bagshaw, ifjúsági olimpiai, nemzetközösségi játékok és pánamerikai játékok bronzérmes kanadai úszó
  - Toğrul Əsgərov, olimpiai és Európa-bajnok azeri szabadfogású birkózó
- április 24.
  - Rúben Pinto, portugál labdarúgó
  - Rafaela Silva, olimpiai- és világbajnok brazil cselgáncsozó
- április 29. – Molnár József, magyar szabadfogású birkózó
- április 30. – Paweł Wszołek, lengyel válogatott labdarúgó
- május 1.
  - Sammy Ameobi, angol-nigériai labdarúgó
  - Jakob Haugaard, dán labdarúgó kapus
- május 2. – Brett Connolly, kanadai jégkorongozó
- május 3. – Dario Župarić, bosnyák és horvát korosztályos válogatott labdarúgó
- május 5. – Jakub Jugas, cseh válogatott labdarúgó
- május 6.
  - Oleg Olegovics Kosztyin, világbajnok orosz úszó
  - Bödör Bence, magyar kosárlabdázó
- május 7. – Adri Embarba, spanyol labdarúgó
- május 10. – Marco Sportiello, olasz labdarúgó
- május 11. – Nikolas Proesmans, belga labdarúgó
- május 14. – Lám Bálint, Európa-bajnoki ezüstérmes magyar kötöttfogású birkózó
- május 16. – Jeff Skinner, világbajnoki ezüstérmes kanadai jégkorongozó
- május 18. – Fernando Pacheco, FIFA-klubvilágbajnokság-győztes spanyol labdarúgó
- május 19.
  - Jevgenyij Jevgenyijevics Kuznyecov, világbajnok orosz jégkorongozó
  - Heather Watson, Guernsey születésű brit teniszezőnő
  - Nikola Boranijašević, szerb labdarúgó
- május 20.
  - Cate Campbell, olimpiai, világ-, pán-Csendes-óceáni és Nemzetközösségi Játékok bajnok malawi születésű ausztrál úszónő
  - Václav Kadlec, cseh labdarúgó
- május 21. – Ousmane Doumbia, elefántcsontparti labdarúgó
- május 25. – Dairon Asprilla, kolumbiai labdarúgó
- május 28. – Huang Csiu-suang, kínai tornász
- május 30. – Spencer Richey, amerikai labdarúgó
- június 1.
  - Olga García, spanyol válogatott labdarúgó
  - Rubén Sobrino, spanyol korosztályos válogatott labdarúgó
  - Dixon Arroyo, ecuadori válogatott labdarúgó
- június 2. – Alexander Schwolow, német labdarúgó
- június 4. – Szakagucsi Moeno, japán válogatott labdarúgó
- június 6. – Leandro Díaz, argentin labdarúgó
- június 9. – Ivan Sršen, horvát válogatott kézilabdázó
- június 10. – Kevin Crovetto, monacói tornász
- június 11. – Davide Zappacosta, olasz válogatott labdarúgó
- június 12. – Jonathan Osorio, kanadai válogatott labdarúgó
- június 13. – Fredrik Haugen, norvég korosztályos válogatott labdarúgó
- június 15. – Michał Kopczyński, lengyel labdarúgó
- június 16.
  - Vlagyimir Viktorovics Morozov, világ- és Európa-bajnok, olimpiai bronzérmes orosz úszó
  - Damian Kądzior, lengyel válogatott labdarúgó
- június 17. – Fredrik Ulvestad, norvég válogatott labdarúgó
  - június 18. – Mirko Hofflin, német válogatott jégkorongozó
- június 19.
  - Szomolányi Máté, magyar kajakozó
  - Varga Arnold, magyar válogatott jégkorongozó
- június 20.
  - Kim Udzsin, olimpiai, világbajnok és Ázsia Játékok bajnok dél-koreai íjász
  - Lucas Zelarayán, argentin születésű örmény válogatott labdarúgó
- június 21. – Pecz Réka, magyar úszónő
- június 24.
  - Dionatan Teixeira, brazil-szlovák labdarúgó
  - Isaac Kiese Thelin, svéd válogatott labdarúgó
  - Vámos Márton, magyar vízilabdázó
- június 25. – Jaden Schwartz, U20-as világbajnoki ezüst- és bronzérmes, Stanley-kupa-győztes kanadai válogatott jégkorongozó
- június 28. – Elaine Thompson-Herah, olimpiai és világbajnok jamaicai atléta
- június 29. – Gary Gardner, angol labdarúgó
- június 30.
  - Tom Doyle, új-zélandi válogatott labdarúgó
  - Patrick Rodgers, amerikai profi golfozó
- július 4. – Tomáš Přikryl, cseh korosztályos válogatott labdarúgó
- július 7.
  - Szakamoto Riho, japán válogatott labdarúgó
  - Kenneth To, ausztrál-hongkongi úszó († 2019)
- július 8. – Norman Nato, francia autóversenyző
- július 11. – Mohamed en-Neni, egyiptomi válogatott labdarúgó
- július 14. – Oscar Lewicki, svéd válogatott labdarúgó
- július 17.
  - Adam Davies, walesi válogatott labdarúgó
  - Jonas Hofmann, német válogatott labdarúgó
- július 18. – Giovanna Yun, uruguayi női válogatott labdarúgó
- július 19. – Simone Verdi, olasz válogatott labdarúgó
- július 20. – Idrissa Camará, bissau-guineai válogatott labdarúgó, csatár
- július 23.
  - Danny Ings, angol válogatott labdarúgó
  - Michal Iždinský, szlovák származású francia válogatott vízilabdázó
- július 24.
  - Dionatan Teixeira, brazil származású szlovák labdarúgó (†2017)
  - Léo Westermann, francia kosárlabdázó
  - Kristijan Kahlina, horvát korosztályos válogatott labdarúgó
- július 27.
  - Josh Risdon ausztrál válogatott labdarúgó
  - Sibata Hanae, japán válogatott labdarúgó
- július 28. – Bailey Wright, ausztrál válogatott labdarúgó
- július 29. – Djibril Sidibé, szenegáli származású francia válogatott labdarúgó
- július 30. – Fabiano Caruana, olasz-amerikai sakknagymester
- július 31. – Ryan Johansen, kanadai jégkorongozó
- augusztus 1. – Horváth Bence, magyar kajakozó
- augusztus 3. – Gőz Balázs, magyar válogatott jégkorongozó
- augusztus 4.
  - Olivia Grace Di Bacco, pánamerikai játékok-győztes kanadai női szabadfogású birkózó
  - Daniele Garozzo, olimpiai, világ- és Európa-bajnok olasz tőrvívó
  - Frederik Ronnow, dán válogatott labdarúgó
  - Tyimur Marszelevics Szafin, olimpiai és Európa-bajnok orosz tőrvívó
- augusztus 5. – Babos Ádám, magyar tornász
- augusztus 9. – Leonard Zuta, svéd születésű észak-macedón válogatott labdarúgó
- augusztus 10. – Oliver Rowland, brit autóversenyző
- augusztus 11. – Gilli Rólantsson, feröeri válogatott labdarúgó
- augusztus 12. – Darja Szergejevna Szamohina, orosz válogatott kézilabdázó
- augusztus 13.
  - Collins Fai, afrikai nemzetek kupája-győztes kameruni válogatott labdarúgó
  - Taijuan Walker, amerikai baseballjátékos
- augusztus 16.
  - Godfrey Oboabona, afrikai nemzetek kupája-győztes nigériai válogatott labdarúgó
  - Siska Pálma, magyar kézilabdázó
- augusztus 18. – Elizabeth Beisel, világbajnok és olimpiai ezüstérmes amerikai úszónő
- augusztus 19. – Matías Catalán, chilei válogatott labdarúgó
- augusztus 20.
  - Mauro Cerqueira, portugál labdarúgó
  - Christian Ortiz, argentin labdarúgó
- augusztus 21.
  - Felipe Nasr, brazil autóversenyző, Formula–1-es pilóta
  - Haris Vučkić, szlovén válogatott labdarúgó
- augusztus 22.
  - Lazar Ćirković, szerb labdarúgó
  - Christophe Herelle, francia labdarúgó
- augusztus 24.
  - Jemerson, brazil labdarúgó
  - Hans Vanaken, belga válogatott labdarúgó
- augusztus 25.
  - Borja González, spanyol labdarúgó
  - Ferrán Solé, Európa-bajnok spanyol válogatott kézilabdázó
- augusztus 26.
  - Béres Bence, rövidpályás gyorskorcsolyázó
  - Dejan Manaszkov, macedón válogatott kézilabdázó
  - Joeline Möbius, német tornász
- augusztus 27.
  - Stefan Lainer, osztrák válogatott labdarúgó
  - Damian Dąbrowski, lengyel válogatott labdarúgó
- augusztus 29. – Szalkai Robert, román labdarúgó
- szeptember 2.
  - Konrad Abeltshauser, német válogatott jégkorongozó, olimpikon
  - Jim Gottfridsson, svéd válogatott kézilabdázó
  - Marco Verratti, olasz válogatott labdarúgó
- szeptember 3. – Sebastian Lletget, amerikai válogatott labdarúgó
- szeptember 4. – Layvin Kurzawa, francia válogatott labdarúgó
- szeptember 8.
  - Nino Niederreiter, svájci jégkorongozó
  - Ikeda Szakiko, japán válogatott labdarúgó
- szeptember 10.
  - Muhamed Bešić, bosnyák válogatott labdarúgó
  - Haley Ishimatsu, amerikai műugró
- szeptember 12. – Giannelli Imbula, francia labdarúgó
- szeptember 14. – Karl Toko Ekambi, francia születésű afrikai nemzetek kupája győztes kameruni válogatott labdarúgó
- szeptember 15. – Szun Ja-nan, világ- és Ázsia-bajnok, olimpiai bronzérmes kínai női szabadfogású birkózó
- szeptember 16. – Jonas Knudsen, dán válogatott labdarúgó
- szeptember 17. – José Ramírez, dominikai baseballjátékos
- szeptember 18. – Simon Thern, svéd válogatott labdarúgó
- szeptember 21.
  - Eirik Ulland Andersen, norvég labdarúgó
  - Roman Buess, svájci korosztályos válogatott labdarúgó
- szeptember 23.
  - Pere Milla, spanyol labdarúgó
  - Iván Sánchez, spanyol labdarúgó
- szeptember 25. – Jonathan Clauss, francia válogatott labdarúgó
- szeptember 28. – Rolandas Jakstas, litván kosárlabdázó
- szeptember 29. – Leonie Maier, olimpiai bajnok német női labdarúgó
- október 2.
  - Alisson Becker, brazil válogatott labdarúgó
  - Håvard Holmefjord Lorentzen, olimpiai és világbajnok, Európa-bajnoki ezüstérmes gyorskorcsolyázó
  - Valentin Tanner svájci curlingjátékos
- október 3.
  - Amor Layouni, svéd születésű tunéziai válogatott labdarúgó
  - október 3. – Thibault Peyre, francia labdarúgó
- október 5. – Kevin Magnussen, dán autóversenyző
- október 7. – Victor Ciobanu, Európa-bajnoki ezüstérmes moldovai kötöttfogású birkózó
- október 9. – Kristijan Dobras, osztrák labdarúgó
- október 11.
  - Jean-Daniel Akpa Akpro, elefántcsontparti válogatott labdarúgó
  - Tamyra Mariama Mensah, világbajnoki bronzérmes amerikai női szabadfogású birkózó
  - Emilia Pikkarainen, Európa-bajnoki bronzérmes finn úszónő
- október 12. – Aaron Long, amerikai válogatott labdarúgó
- október 13. – Modu Barrow, gambiai válogatott labdarúgó
- október 15.
  - Mike van der Hoorn, holland labdarúgó
  - Álex Fernández, spanyol korosztályos válogatott labdarúgó
  - Javhen Sikavka, belarusz válogatott labdarúgó
- október 16. – Lukas Sembera, cseh motorversenyző
- október 20.
  - John Egan, ír válogatott labdarúgó
  - Kristian Ipsen, amerikai műugró
  - Kszenia Andrejevna Szemenova, orosz tornász
- október 24.
  - Czigány Dóra, Európa-bajnok magyar válogatott vízilabdázónő
  - Ting Li-zsen, kínai sakkozó, nemzetközi nagymester, háromszoros kínai bajnok
  - Florian Kainz, osztrák válogatott labdarúgó
- október 27. – Álvaro García, spanyol labdarúgó
- november 1. – Johanna Elsig, U17-es és U19-es Európa-bajnok német válogatott női labdarúgó
- november 4.
  - Cican Stankovic, osztrák–bosnyák–szerb labdarúgó
  - Luís Machado, portugál labdarúgó
- november 5. – Marco Verratti, olasz válogatott labdarúgó
- november 6.
  - Anasztaszija Koval, ukrán tornász
  - Joshua Smits, holland labdarúgó
- november 7. – Keith Cardona, amerikai labdarúgó
- november 10.
  - Mattia Perin, olasz válogatott labdarúgó
  - Ulrik Saltnes, norvég labdarúgó
  - Wilfried Zaha, elefántcsontparti válogatott labdarúgó
- november 13. – Bartłomiej Pawłowski, lengyel korosztályos válogatott labdarúgó
- november 15.
  - Kevin Wimmer, osztrák válogatott labdarúgó
  - Bobby Wood, amerikai válogatott labdarúgó
- november 19. – James Tarkowski, angol labdarúgó
- november 21. – Aleksandar Damčevski, francia származású macedón válogatott labdarúgó
- november 22.
  - Bryan Smeets, holland labdarúgó
  - Carles Gil, spanyol korosztályos válogatott labdarúgó
- november 25. – Gulyás Zsombor, magyar szabadfogású birkózó
- november 29. – George Atkinson III., amerikai amerikaifutball-játékos († 2019)
- december 2.
  - Massadio Haidara, mali válogatott labdarúgó
  - Zlatko Tripić, horvát születésű norvég korosztályos válogatott labdarúgó
- december 4. – Blake Snell, amerikai baseballjátékos
- december 7. – Abdón Prats, spanyol labdarúgó
- december 9. – Alex Lyon, amerikai jégkorongozó
- december 10. – Aliou Coly, szenegáli labdarúgó
- december 12.
  - Ramon Azeez, nigériai válogatott labdarúgó
  - Csen Zso-lin, olimpiai és világbajnok, Ázsia Játékok-győztes és Universiade-bajnok kínai műugró
- december 16. – Tom Rogić, ausztrál válogatott labdarúgó
- december 17. – Alex Dujsebajev, Európa-bajnok spanyol kézilabdázó
- december 19. – Iker Muniain, baszk származású spanyol válogatott labdarúgó
- december 24. – Lukács Norbert, magyar szabadfogású birkózó
- december 25. – Ogenyi Onazi, afrikai nemzetek kupája-győztes nigériai válogatott labdarúgó
- december 28.
  - Lara van Ruijven világbajnok holland rövidpályás gyorskorcsolyázó († 2020)
  - Lucas Cavallini, kanadai válogatott labdarúgó
- december 29. – Mislav Oršić, világbajnoki bronzérmes horvát válogatott labdarúgó
- december 30. – Nicholas Edward Gwiazdowski, világbajnoki bronzérmes amerikai szabadfogású birkózó

## Halálozások
- ? – Ferdinand Adams, belga válogatott labdarúgó (* 1903)
- január 21. – Arvid Andersson, olimpiai bajnok svéd tornász († 1896)
- március 7. – Aknai János, magyar válogatott labdarúgó, kapus (* 1908)
- március 9. – Silviu Bindea, román válogatott labdarúgó (* 1912)
- április 10. – Kajdi János, olimpiai ezüstérmes, Európa-bajnok magyar ökölvívó (* 1939)
- április 14. – Négyesy György, sakkolimpiai bajnok magyar sakkmester (* 1893)
- április 28. – Szabados László, Európa-bajnok, olimpiai bronzérmes úszó (* 1911)
- május 4. – August Hellemans, belga válogatott labdarúgó (* 1907)
- június 22. – Szívós István, olimpiai és Európa-bajnok magyar vízilabdázó, úszó, edző († 1920)
- június 27. – Sandy Amorós, World Series bajnok kubai baseballjátékos (* 1930)
- június 28. – Mihails Tāls, szovjet sakknagymester, a sakktörténet nyolcadik világbajnoka (* 1936)
- július 8. – Soós-Hradetzky Zoltán, olimpiai bronzérmes magyar sportlövő (* 1902)
- augusztus 8. – Papp Bertalan, kétszeres olimpiai bajnok magyar kardvívó (* 1913)
- augusztus 21. – Isidro Lángara, spanyol és baszk válogatott labdarúgócsatár, edző (* 1912)
- augusztus 24. – Lazăr Sfera, román válogatott labdarúgó (* 1909)
- szeptember 5. – Billy Herman, World Series bajnok amerikai baseballjátékos, edző, menedzser, National Baseball Hall of Fame and Museum tag (* 1909)
- szeptember 9. – Bodola Gyula, román és magyar válogatott labdarúgó, edző († 1912)
- október 19. – Arthur Wint, olimpiai bajnok jamaicai atléta (* 1920)
- november 10. – Csikós Gyula, magyar válogatott labdarúgó, kapus (* 1913)
- november 14. – Ernst Happel, világbajnoki bronzérmes osztrák válogatott labdarúgó és világbajnoki ezüstérmes edző (* 1925)
- november 20. – Frank Mária, magyar úszó, olimpikon, gyermekorvos (* 1943)
- december 7. – Adamik Zoltán, magyar atléta, olimpikon (* 1928)
- december 8. – Edmund Zieliński, lengyel válogatott jégkorongozó, olimpikon (* 1909)
- december 12. – Rube Walker, World Series bajnok amerikai baseballjátékos, edző (* 1926)